# Archaeocyatha

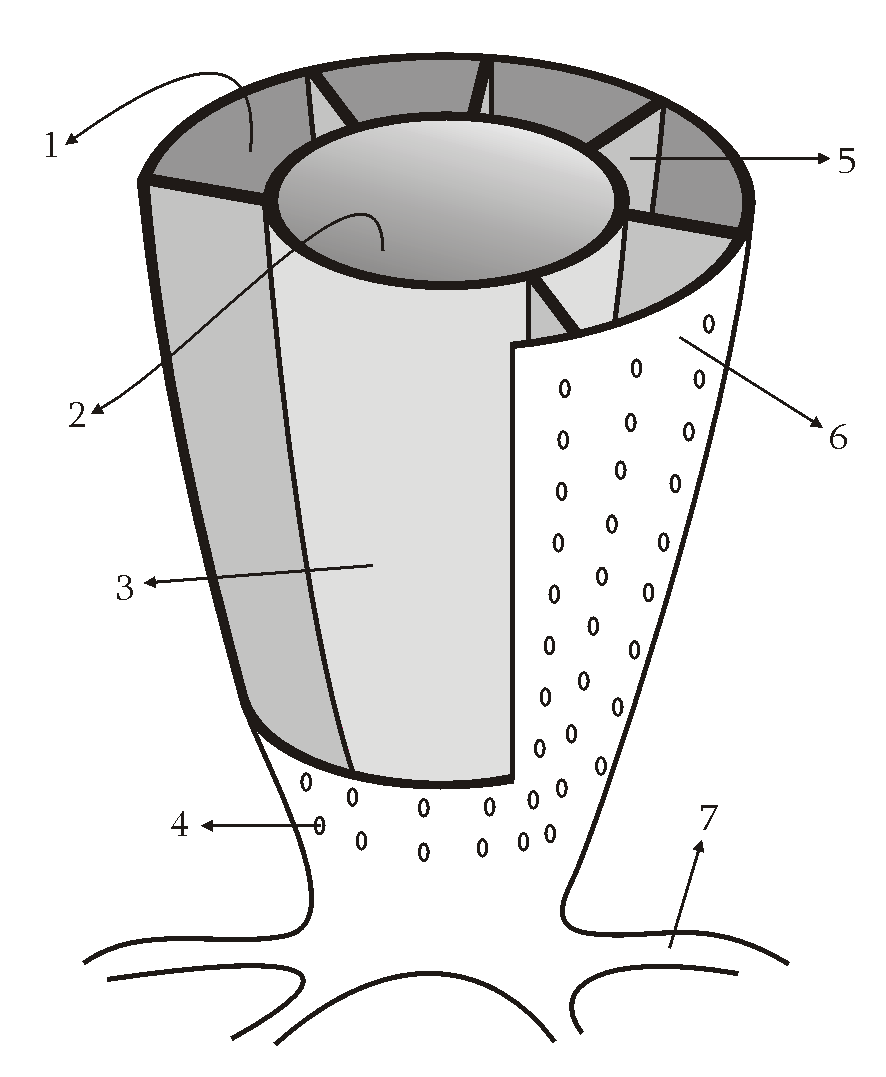
Az archaeocyathák testfelépítése

Az Archaeocyatha  a szivacsok (Porifera) törzsének egyik, a földtörténet kambrium időszakában élt osztálya. Nevük görög eredetű; jelentése: „ősi kehely”.

## Származásuk, elterjedésük
Mivel kizárólag ősmaradványokból ismerjük őket, csak valószínűsítjük, hogy a szivacsok közé tartoztak. Maradványaik kőzetalkotó mennyiségben kerültek elő jóformán az összes kontinensről. Úgy tűnik, ezek voltak a bioszféra legelső zátonyépítő szervezetei.
Első képviselőik mintegy 525 millió éve jelentek meg. A korai kambriumot 510 millió éve lezáró kihalási eseményt refúgiumokban túlélték és utána úgy elszaporodtak, hogy a ma ismert szilárd vázú  kambriumi fajok  több mint a fele közülük kerül ki. A kambrium és az ordovícium határán, 488 millió éve lezajlott következő kihalás kipusztította őket, és utána hosszú ideig egy állatfaj sem vált zátonyképzővé.

## Megjelenésük, felépítésük
Fordított serleg-, illetve kúpszerű, többnyire 8–15 cm hosszú, 1–2,5 cm átmérőjű vázuk leginkább a mai mészszivacsokéhoz és szarukorallokéhoz hasonlított (némely adatok szerint egyes vázak hossza elérhette a 30 cm-t). A test közepén húzódott végig az űrbél, amitől az állat olyan, mintha egy kisebb serleget, illetve kúpot tettek volna a nagyobba. Számos, ettől az általános alaktól eltérő formájuk is létezett: voltak köztük gömbölyűek egyetlen belső kamrával, kúposak több kamrával és cső alakúak is. Valamennyi alakot e célra szolgáló kinövések rögzítették a tengerfenékhez. A kért fal között a tulajdonképpeni testet vékony, függőleges lapok tagolják.
Vázukat zömmel mikroszemcsés, mikrokristályos kalcium-karbonát poliéderek építették fel (föltehetőleg kalcit). Összetételét tekintve a kalcium-karbonát volt túlsúlyban, feltehetően a kalcit. A talált fosszíliákban a szivacstűk jelenléte nem nyilvánvaló. Belső és külső faluk egyaránt perforált; a belső pórusok nagyobbak a külsőknél.

## Életmódjuk, élőhelyük
Tengeri lények voltak, mint a kambrium időszakában még minden élőlény. Felnőtt alakjaik a többi szivacshoz hasonlóan a fenékhez rögzülve szűrték ki a vízből táplálékukat — legalábbis a zátonyképző fajok a sekély vízben, partközelben. Egyes fajaik magánosan éltek, mások áltelepeket alkottak.

## Rendszertani felosztásuk
Hagyományosan két kládra (alosztályra) osztják őket: a szabályos és a szabálytalan alakú archaeocyathák csoportjaira. Az ebből a két kategóriából kimaradt taxonokat egy harmadik, formális alosztály fogja össze
- szabályos archaeocyathák (Regulares) három renddel:
  - Monocyathida rend,
  - Capsulocyathida rend,
  - Ajacicyathida rend;
- szabálytalan archaeocyathák (Irregulares)
  - Thalassocyathida rend;,
  - Archaeocyathida rend,
  - Kazakhstanicyathida rend;
- Hetairacyathida alosztály az előző kettőbe be nem sorolt taxonokkal.